# Serie A 1993-1994 (calcio femminile)
L'edizione 1993-1994 è stata la ventisettesima edizione del campionato di Serie A femminile italiana di calcio.
La Torres ha conquistato lo scudetto per la prima volta nella sua storia. Il titolo di capocannoniere della Serie A è andato a Carolina Morace, calciatrice della Torres, autrice di 33 gol. Sono retrocessi in Serie B il Milan 82, il Pordenone e il Carrara. Al termine del campionato il Bologna e il Napoli hanno rinunciato a iscriversi alla Serie A.

## Stagione

### Novità
Al termine stagione 1992-1993 l'Agliana, la FCF Juventus e l'Arezzo sono stati retrocessi in Serie B. Al loro posto sono stati promossi il Riva del Garda e il Napoli, vincitori dei due gironi della Serie B 1992-1993, più il Carrara, vincitore dello spareggio promozione.
A seguito della rinuncia a iscriversi alla Serie A delle campionesse d'Italia della Reggiana, del Firenze e del Monteforte Irpino, l'Agliana è stato riammesso e il Lugo assieme al Delfino sono stati ripescati dalla Serie B.

### Formato
Le 16 squadre partecipanti si affrontano in un girone all'italiana con partite di andata e ritorno per un totale di 30 giornate.
Le ultime tre classificate retrocedono in Serie B.

## Squadre partecipanti
| Club                  | Città                   | Stagione precedente   |
| --------------------- | ----------------------- | --------------------- |
| Agliana Imbalpaper    | Agliana (PT)            | 14º posto in Serie A  |
| Bologna Standa        | Bologna                 | 9º posto in Serie A   |
| Carrara               | Carrara                 | 2º posto in Serie B/A |
| Delfino               | Cagliari                | 9º posto in Serie B/A |
| Fiammamonza Preca     | Monza (MI)              | 10º posto in Serie A  |
| G.E.A.S.              | Sesto San Giovanni (MI) | 3º posto in Serie A   |
| Gravina               | Gravina di Catania (CT) | 7º posto in Serie A   |
| Lazio CF              | Roma                    | 6º posto in Serie A   |
| Lugo Zambelli         | Lugo (RA)               | 3º posto in Serie B/A |
| Milan 82 Salvarani    | Milano                  | 2º posto in Serie A   |
| ACF Napoli            | Napoli                  | 1º posto in Serie B/B |
| Pordenone Albatros    | Pordenone               | 12º posto in Serie A  |
| Riva del Garda        | Riva del Garda (TN)     | 1º posto in Serie B/A |
| Torino Salumi Beretta | Venaria Reale (TO)      | 8º posto in Serie A   |
| Torres FO.S.          | Sassari                 | 5º posto in Serie A   |
| Verona CF             | Verona                  | 13º posto in Serie A  |

## Classifica finale
|  | Pos. | Squadra               | Pt | G  | V  | N  | P  | GF | GS | DR  |
|  | ---- | --------------------- | -- | -- | -- | -- | -- | -- | -- | --- |
|  | 1.   | Torres FO.S.          | 49 | 30 | 21 | 7  | 2  | 92 | 18 | +74 |
|  | 2.   | Torino Salumi Beretta | 46 | 30 | 20 | 6  | 4  | 83 | 30 | +53 |
|  | 3.   | Agliana Imbalpaper    | 46 | 30 | 22 | 2  | 6  | 68 | 24 | +44 |
|  | 4.   | G.E.A.S.              | 40 | 30 | 14 | 12 | 4  | 43 | 18 | +25 |
|  | 5.   | Lugo Zambelli         | 38 | 30 | 14 | 10 | 6  | 69 | 44 | +25 |
|  | 6.   | Lazio CF              | 34 | 30 | 11 | 12 | 7  | 49 | 33 | +14 |
|  | 7.   | Bologna Standa        | 33 | 30 | 11 | 11 | 8  | 43 | 37 | +6  |
|  | 8.   | Fiammamonza Preca     | 32 | 30 | 13 | 6  | 11 | 42 | 37 | +5  |
|  | 9.   | ACF Napoli            | 31 | 30 | 9  | 13 | 8  | 28 | 27 | +1  |
|  | 10.  | Verona CF             | 26 | 30 | 9  | 8  | 13 | 46 | 39 | +7  |
|  | 11.  | Gravina               | 26 | 30 | 8  | 10 | 12 | 36 | 46 | -10 |
|  | 12.  | Riva del Garda        | 24 | 30 | 7  | 10 | 13 | 29 | 59 | -30 |
|  | 13.  | Delfino               | 19 | 30 | 7  | 5  | 18 | 47 | 94 | -47 |
|  | 14.  | Milan 82 Salvarani    | 18 | 30 | 5  | 8  | 17 | 30 | 76 | -46 |
|  | 15.  | Pordenone Albatros    | 10 | 30 | 2  | 6  | 22 | 13 | 67 | -44 |
|  | 16.  | Carrara               | 8  | 30 | 1  | 6  | 23 | 16 | 85 | -69 |

Legenda:

      Campione d'Italia
      Retrocesse in Serie B 1994-1995
Note:

Due punti a vittoria, uno a pareggio, zero a sconfitta.

## Risultati

### Calendario
| andata      | 1ª giornata                      | ritorno     |
| 11 set 1993 |                                  | 22 gen 1994 |
| 1-1         | Carrara-Verona                   | 0-4         |
| 2-2         | Fiammamonza-Bologna              | 0-1         |
| 5-2         | Gravina Catania-Delfino Cagliari | 2-3         |
| 2-1         | Lugo-GEAS                        | 2-2         |
| 0-4         | Pordenone-Milan 82               | 2-1         |
| 0-3         | Riva-Lazio                       | 2-2         |
| 1-1         | Torino-Napoli                    | 1-0         |
| 4-3         | Torres-Agliana                   | 0-1         |

| andata     | 4ª giornata              | ritorno     |
| 2 ott 1993 |                          | 12 feb 1994 |
| 2-0        | Agliana-Torino           | 2-2         |
| 1-1        | Bologna-Gravina Catania  | 1-0         |
| 5-1        | Delfino Cagliari-Carrara | 0-2         |
| 0-0        | Fiammamonza-Riva         | 1-1         |
| 3-1        | Milan 82-Lugo            | 0-6         |
| 2-1        | Napoli-Pordenone         | 2-0         |
| 0-0        | Lazio-Torres             | 1-4         |
| 0-1        | Verona-GEAS              | 1-1         |

| andata      | 7ª giornata           | ritorno     |
| 31 ott 1993 |                       | 12 mar 1994 |
| 1-2         | Agliana-Fiammamonza   | 2-1         |
| 0-1         | GEAS-Napoli           | 0-0         |
| 3-1         | Lazio-Gravina Catania | 2-2         |
| 6-2         | Lugo-Delfino Cagliari | 4-4         |
| 2-3         | Milan 82-Torino       | 0-3         |
| 1-1         | Pordenone-Carrara     | 0-0         |
| 9-0         | Torres-Riva           | 1-1         |
| 0-0         | Verona-Bologna        | 0-1         |

| andata      | 10ª giornata           | ritorno    |
| 27 nov 1993 |                        | 9 apr 1994 |
| 0-4         | Carrara-Agliana        | 0-3        |
| 1-0         | Delfino Cagliari-Lazio | 0-3        |
| 1-0         | Fiammamonza-Pordenone  | 3-0        |
| 1-2         | Lugo-Torres            | 1-4        |
| 0-4         | Milan 82-GEAS          | 1-1        |
| 1-1         | Napoli-Bologna         | 0-0        |
| 5-2         | Riva-Verona            | 2-1        |
| 6-0         | Torino-Gravina Catania | 2-0        |

| andata      | 13ª giornata               | ritorno     |
| 18 dic 1993 |                            | 30 apr 1994 |
| 1-2         | Bologna-Lugo               | 0-3         |
| 1-5         | Carrara-Lazio              | 0-1         |
| 5-1         | Delfino Cagliari-Pordenone | 1-2         |
| 1-0         | GEAS-Agliana               | 0-2         |
| 2-0         | Gravina Catania-Riva       | 3-0         |
| 0-1         | Napoli-Fiammamonza         | 1-3         |
| 2-1         | Torino-Torres              | 1-3         |
| 6-1         | Verona-Milan 82            | 2-0 tav.    |

| andata      | 2ª giornata                  | ritorno     |
| 18 set 1993 |                              | 29 gen 1994 |
| 2-3         | Agliana-Lugo                 | 3-0         |
| 0-2         | Bologna-Torino               | 1-4         |
| 1-3         | Delfino Cagliari-Fiammamonza | 1-4         |
| 3-2         | GEAS-Carrara                 | 1-0         |
| 2-0         | Lazio-Pordenone              | 1-0         |
| 1-1         | Milan 82-Riva                | 0-0         |
| 1-1         | Napoli-Gravina Catania       | 2-0         |
| 0-2         | Verona-Torres                | 0-4         |

| andata     | 5ª giornata           | ritorno     |
| 9 ott 1993 |                       | 19 feb 1994 |
| 0-2        | Carrara-Napoli        | 0-1         |
| 3-0        | GEAS-Gravina Catania  | 0-0         |
| 1-1        | Lazio-Bologna         | 1-1         |
| 2-2        | Lugo-Torino           | 3-3         |
| 2-4        | Milan 82-Agliana      | 0-5         |
| 0-2        | Pordenone-Verona      | 1-6         |
| 2-1        | Riva-Delfino Cagliari | 5-1         |
| 2-0        | Torres-Fiammamonza    | 1-0         |

| andata     | 8ª giornata             | ritorno     |
| 6 nov 1993 |                         | 19 mar 1994 |
| 2-2        | Bologna-Milan 82        | 0-1         |
| 1-4        | Carrara-Torres          | 0-9         |
| 1-1        | Delfino Cagliari-GEAS   | 0-4         |
| 2-2        | Fiammamonza-Lazio       | 0-2         |
| 0-1        | Gravina Catania-Agliana | 0-2         |
| 0-1        | Napoli-Verona           | 0-2         |
| 0-5        | Riva-Lugo               | 0-1         |
| 4-0        | Torino-Pordenone        | 2-1         |

| andata     | 11ª giornata             | ritorno     |
| 4 dic 1993 |                          | 16 apr 1994 |
| 1-0        | Bologna-Agliana          | 0-2         |
| 2-2        | Carrara-Riva             | 0-1         |
| 2-0        | GEAS-Fiammamonza         | 2-0         |
| 2-1        | Gravina Catania-Milan 82 | 1-1         |
| 0-0        | Lazio-Torino             | 0-1         |
| 2-0        | Napoli-Delfino Cagliari  | 1-1         |
| 7-1        | Torres-Pordenone         | 0-0         |
| 0-0        | Verona-Lugo              | 2-2         |

| andata     | 14ª giornata            | ritorno    |
| 8 gen 1994 |                         | 7 mag 1994 |
| 2-0        | Agliana-Verona          | 1-0        |
| 1-4        | Fiammamonza-Torino      | 2-1        |
| 1-2        | Lazio-Napoli            | 0-0        |
| 5-1        | Lugo-Gravina Catania    | 3-2        |
| 1-1        | Milan 82-Carrara        | 2-0        |
| 0-2        | Pordenone-Bologna       | 1-3        |
| 0-5        | Riva-GEAS               | 0-0        |
| 4-1        | Torres-Delfino Cagliari | 6-0        |

| andata      | 3ª giornata             | ritorno    |
| 25 set 1993 |                         | 5 feb 1994 |
| 1-1         | Carrara-Bologna         | 0-3        |
| 1-0         | GEAS-Lazio              | 0-0        |
| 0-0         | Gravina Catania-Verona  | 1-0        |
| 2-1         | Lugo-Fiammamonza        | 2-4        |
| 0-5         | Pordenone-Agliana       | 1-3        |
| 0-0         | Riva-Napoli             | 1-1        |
| 9-0         | Torino-Delfino Cagliari | 6-2        |
| 3-1         | Torres-Milan 82         | 4-0        |

| andata      | 6ª giornata             | ritorno     |
| 23 ott 1993 |                         | 26 feb 1994 |
| 1-0         | Agliana-Lazio           | 3-3         |
| 2-2         | Bologna-GEAS            | 1-3         |
| 3-3         | Delfino Cagliari-Verona | 1-0         |
| 1-2         | Fiammamonza-Milan 82    | 1-0         |
| 0-0         | Gravina Catania-Torres  | 1-4         |
| 1-1         | Napoli-Lugo             | 0-0         |
| 2-0         | Riva-Pordenone          | 1-0         |
| 7-0         | Torino-Carrara          | 4-1         |

| andata      | 9ª giornata              | ritorno     |
| 13 nov 1993 |                          | 26 mar 1994 |
| 3-0         | Agliana-Riva             | 2-0         |
| 5-2         | Bologna-Delfino Cagliari | 4-1         |
| 1-1         | GEAS-Torino              | 1-0         |
| 4-0         | Gravina Catania-Carrara  | 3-1         |
| 10-1        | Lazio-Milan 82           | 2-0         |
| 0-1         | Pordenone-Lugo           | 1-1         |
| 8-0         | Torres-Napoli            | 0-0         |
| 1-2         | Verona-Fiammamonza       | 2-1         |

| andata      | 12ª giornata              | ritorno     |
| 11 dic 1993 |                           | 23 apr 1994 |
| 2-0         | Agliana-Napoli            | 1-0         |
| 2-0         | Fiammamonza-Carrara       | 2-0         |
| 1-1         | Lugo-Lazio                | 0-1         |
| 2-2         | Milan 82-Delfino Cagliari | 1-2         |
| 0-2         | Pordenone-Gravina Catania | 0-0         |
| 0-3         | Riva-Bologna              | 1-3         |
| 3-2         | Torino-Verona             | 2-0         |
| 0-0         | Torres-GEAS               | 2-0         |

| andata      | 15ª giornata                | ritorno     |
| 15 gen 1994 |                             | 21 mag 1994 |
| 2-2         | Bologna-Torres              | 0-2         |
| 1-3         | Carrara-Lugo                | 0-6         |
| 4-2         | Delfino Cagliari-Agliana    | 0-4         |
| 0-0         | GEAS-Pordenone              | 3-0         |
| 1-1         | Gravina Catania-Fiammamonza | 1-1         |
| 7-0         | Napoli-Milan 82             | 0-0         |
| 2-1         | Torino-Riva                 | 5-1         |
| 6-0         | Verona-Lazio                | 2-2         |

## Statistiche

### Classifica marcatrici
| Gol | Rigori |  | Giocatore           | Squadra      |
| --- | ------ |  | ------------------- | ------------ |
| 33  |        |  | Carolina Morace     | Torres       |
| 30  |        |  | Ángeles Parejo      | Torres       |
| 27  |        |  | Isabella Costanzo   | Torino       |
| 24  |        |  | Antonella Carta     | Torino       |
| 21  |        |  | Silvia Fiorini      | Agliana      |
| 20  |        |  | Monia Gazzaroli     | Verona CF    |
| 19  |        |  | Maria Rita Guarino  | Fiamma Monza |
| 18  |        |  | Debora Novelli      | G.E.A.S.     |
| 16  |        |  | Marilù Baldelli     | Agliana      |
| 16  |        |  | Adele Marsiletti    | Lugo         |
| 16  |        |  | Roberta Ulivi       | Lugo         |
| 15  |        |  | Susanne Augustesen  | Delfino      |
| 11  |        |  | Giovanna Cinnirella | Gravina      |

## Verdetti finali
- Torres Fo.S. Campione d'Italia 1993-1994.
- Milan 82 Salvarani, Pordenone Albatross e Carrara retrocesse in Serie B.